# Sogo (Kumpeh)
Sogo is een bestuurslaag in het regentschap Muaro Jambi van de provincie Jambi, Indonesië. Sogo telt 816 inwoners (volkstelling 2010).